# Sérignac (Lot)
Sérignac è un comune francese di 309 abitanti situato nel dipartimento del Lot nella regione dell'Occitania.

## Società

### Evoluzione demografica
Abitanti censiti